# فرودگاه میلی
فرودگاه میلی (به انگلیسی: Mili Airport) یک فرودگاه با کد یاتا MIJ است که یک باند فرود چمن دارد و طول باند آن ۸۶۹ متر است. این فرودگاه در کشور جزایر مارشال قرار دارد و در ارتفاع ۱ متری از سطح دریا واقع شده‌است.